# Beat de Cerbi
|  | Per a altres significats, vegeu «Beat (desambiguació)». |

Beat de Cerbi o Beado (Comtat de Tolosa o França?, s. XI - Sant Beado, la Guingueta d'Àneu, Pallars Sobirà, s. XI) és un personatge llegendari, que segons la tradició morí a Cerbi, un poble de la Vall d'Àneu, el lloc on es troba l'ermita de Sant Beado. Probablement, la llegenda vol justificar la devoció de l'ermita. És venerat com a sant localment, però no figura com a tal en cap martirologi ni santoral oficial.

## Llegenda
La llegenda diu que Beat o Beado era un romeu francès que anava en pelegrinatge cap a Sant Jaume de Galícia. En passar prop de Cerbi (Vall d'Àneu, Pallars Sobirà), una gran tempesta li va fer deturar-se en una cova. Com que el mal temps persistia, s'hi quedà mentre no amainava. Els habitants de la comarca, en saber que hi era i que era un sant pelegrí, pujaren a la cova per portar-li aliment i demanar-li consell i ajut espiritual.
Els seus consells foren de gran ajut i se li atribuïren miracles. Passat un temps, morí, i els vilatans, que el tenien per sant, aixecaren una ermita vora la cova on havia viscut, que li dedicaren: l'actual ermita de Sant Beado. L'ermita data de la primera meitat del segle xi, per la qual cosa si el sant hagués existit realment, hauria viscut al segle x o XI, quan comencen els pelegrinatges a Santiago.

## Veneració
Segons la tradició, cada any, cada pagès donava una garba de blat a l'ermita, amb les que es feien uns panallons que es repartien a l'aplec del sant i als que s'atribuïen propietats guaridores. Una llegenda diu que un any la collita fou molt dolenta i els pagesos no portaren cap garba a l'ermita. De mica en mica, els pagesos començaren a notar que els havia desaparegut una garba del seu graner; com que li passava a tothom, començaren a cercar el lladre i no el trobaren. En pujar a l'ermita per l'aplec anual, hi trobaren que el graner, tot i que no hi havien donat res, estava ple de garbes: les comptaren i hi havia exactament una per casa, les que hi hauria hagut si haguessin fet el donatiu habitual. Entengueren que havia estat el sant que les havia "recollit" en càstig per la seva gasiveria i des de llavors mai no deixaren de donar-la.
Els goigs actuals del sant, amb versos d'Agustí Campí, són de tradició erudita i identifiquen el sant amb el monjo càntabre Beat de Liébana, però és improbable que fos venerat a l'ermita a l'Edat mitjana pel desconeixement d'aquesta personalitat a la regió en aquells moments, i la poca difusió del seu culte, que fou molt posterior.